# Paradelphomyia (Paradelphomyia) crossospila
Paradelphomyia (Paradelphomyia) crossospila is een tweevleugelige uit de familie steltmuggen (Limoniidae). De soort komt voor in het Palearctisch gebied.